# جوزيب باريشيتش
جوزيب باريشيتش هو لاعب كرة قدم بوسني في مركز الدفاع، ولد في 12 أغسطس 1983 في موستار في البوسنة والهرسك. شارك مع منتخب البوسنة والهرسك لكرة القدم. أما مع النوادي، فقد لعب مع نادي زغرب ونادي شيروكي برييغ وهايدوك سبليت.

## وصلات خارجية
- جوزيب باريشيتش على موقع قاعدة بيانات كرة القدم.إي يو (الإنجليزية)
- جوزيب باريشيتش على موقع ناشيونال فوتبول تيمز (الإنجليزية)
- جوزيب باريشيتش على موقع Soccerway.com (الإنجليزية)
- جوزيب باريشيتش على موقع عالم كرة القدم.نت (الإنجليزية)